# Värnan
Värnan var en sjö, numera igenfylld i Hofors på järnverkets område i Hofors kommun i Gästrikland och ingår i Gavleåns huvudavrinningsområde.